# Латышовка (Брянская область)
Латышо́вка — деревня в Дятьковском районе Брянской области, в составе Большежуковского сельского поселения. Расположена в 5 км к югу от города Дятьково, у автодороги Дятьково—Любохна, в 1 км от железнодорожной платформы Малыгин.
Возникла во 2 половине XIX века на месте исчезнувшего села Спасское (Прудки); отсюда первоначальное название деревни — Спасский Хутор, Спасовка. В 1873 г. землевладелец Мальцов решил разместить на своих землях образцовую латышскую колонию и через своего приказчика, работавшего на мальцовском складе в Риге, пригласил из Добленского уезда Курляндской губернии 11 семей латышей. Каждому семейству в аренду давалось 9 десятин земли с платой по 3 рубля за десятину в год и 1 руб. с семейства за право пользования выгоном. Для колонии были приобретены веялка и молотилка, за использование которых колонисты выплачивали владельцу по 5 руб. с семейства в год.
Большинство приглашённых семей прижилось на дятьковской земле. Согласно сведениям, приводимым земским статистом И. П. Белоконским, в 1893 году здесь насчитывалось 8 дворов латышей с населением в 52 человека. Их хозяйство составляло: лошадей рабочих — 18; лошадей нерабочих — 1; сосунков — 3; коров — 38; бычков и подтелок — 9; телят — 15; овец — 83; свиней — 46; сох — 17; борон деревянных — 17; телег — 17. Латыши жили достаточно зажиточно, все были грамотны, вежливы, деликатны. Перед каждым домом были разбиты палисадники с массой цветов.
До 1929 входила в состав Дятьковской волости; в 1920—1930-х гг. также называлась Коммуна Искра. До 1961 года состояла в Неверском (Сосновском) сельсовете.